# Marta Hugon
Marta Hugon (Lisboa, 17 de setembro de 1971) é uma cantora, compositora e escritora portuguesa. Como escritora, ela publicou um livro de ficção em 2024, Souvenir.

## Vida e carreira
Nasceu em 1971, em Lisboa, Portugal. Ela frequentou a Universidade Nova de Lisboa, onde estudou licenciatura em Línguas e Literaturas Modernas. Marta deu aulas no Hot Clube de Portugal, um dos antigos clubes de Jazz na Europa. Ela teve suas influências de grandes nomes da Música Popular Brasileira como Chico Buarque e Tom Jobim, mas houve também de Sérgio Godinho, The Beatles e Ella Fitzgerald. E leciona na Escola de Jazz Luiz Vilas-Boas.
Em 2004, ela gravou também com os Spill, grupo do guitarrista André Fernandes, o disco "Amplitude" para a gravadora Tone of a Pitch. Com Alexandre Camarão participa no seu álbum "The Remixes" e na compilação "Composto de Mudança".[carece de fontes?]
Em setembro de 2016, ela lançou o disco "Bittersweet", que conta com a colaboração de outros músicos como Filipe Melo, Samuel Úria e João Só.
Ela cocriou o projeto, Elas e o Jazz, com Mariana Norton e Joana Machado, uma homenagem aos grandes clássicos do jazz, que revisita a linguagem da tradição, com harmonizações originais.
Em 2023, ela criou o projeto Calíope, buscando transformar o mito da musa inspiradora num novo mito, da musa criadora e que reúne em disco, e em concerto, nove compositoras da língua portuguesa, considerando a Marta, A Garota Não, Aline Frazão, Ana Bacalhau, Elisa Rodrigues, Joana Alegre, Joana Espadinha, Joana Machado e Luisa Sobral.
Marta Hugon tem atuado em diversas salas e festivais em Portugal, como o Centro Cultural de Belém, Fundação Gulbenkian, Culturgest, Teatro São Luiz, Casa da Música, Estoril Jazz, Festival de Jazz da Alta Estremadura, EDP Cool Jazz, Bragança Jazz.
Em 2024, ela iniciou sua carreira como escritora na área de ficção com o livro, Souvenir, depois que em 2023, ela publicou seu primeiro conto na 10º edição da revista literária Granta em Língua Portuguesa: O Outro, com coordenação editorial de Pedro Mexia, Conceição.

## Discografia
A discografia da Marta inclui:
- Tender Trap (CD, Som Livre, 2005)
- story teller (CD, iPlay, 2008)
- A Different Time (CD, Sony, 2011)
- Bittersweet (2016)
- Coração na Boca (2019)
- Calíope (vários autores - 2023)